# Wzgórze Mickiewicza

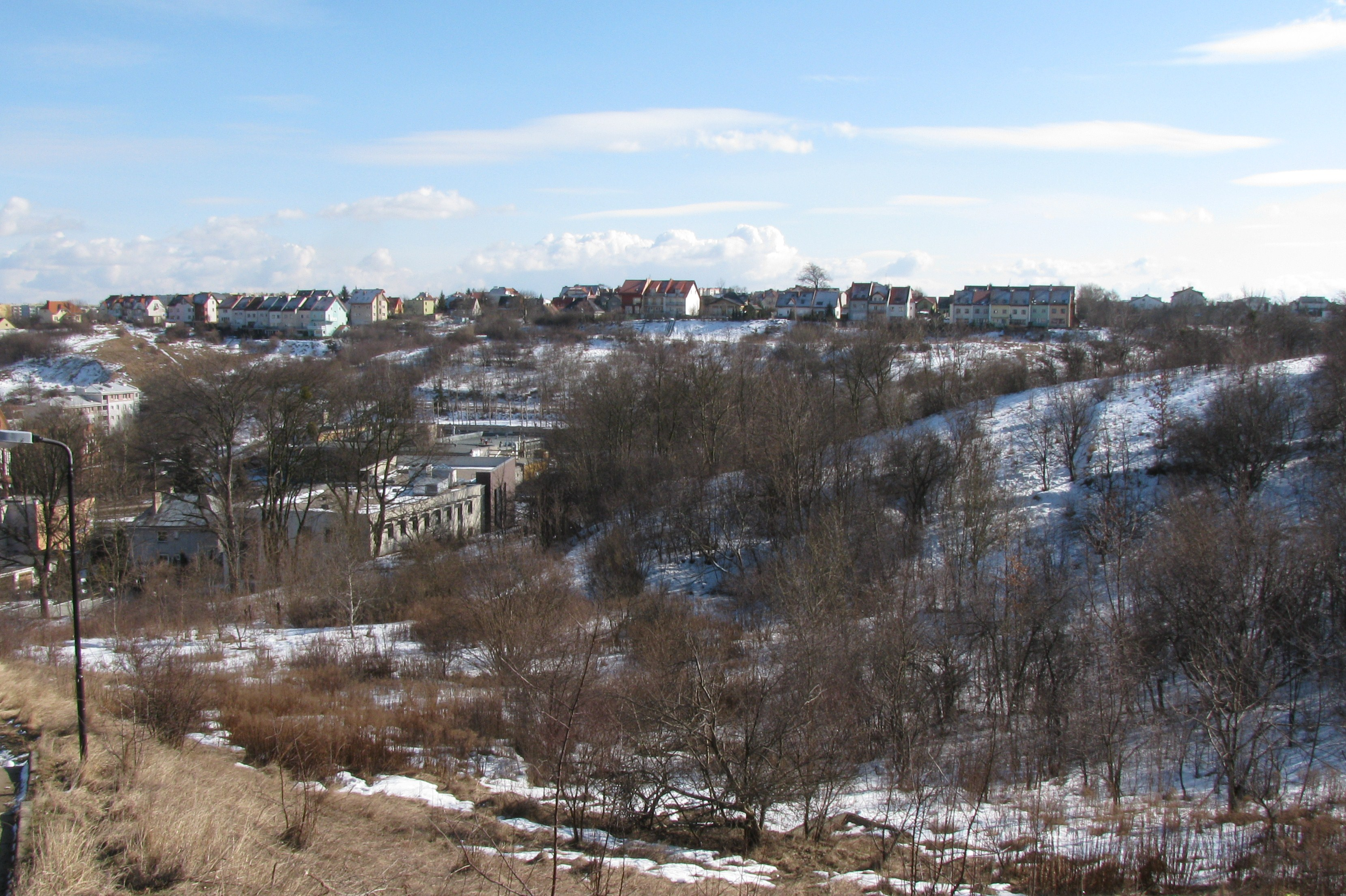
Północna część dzielnicy

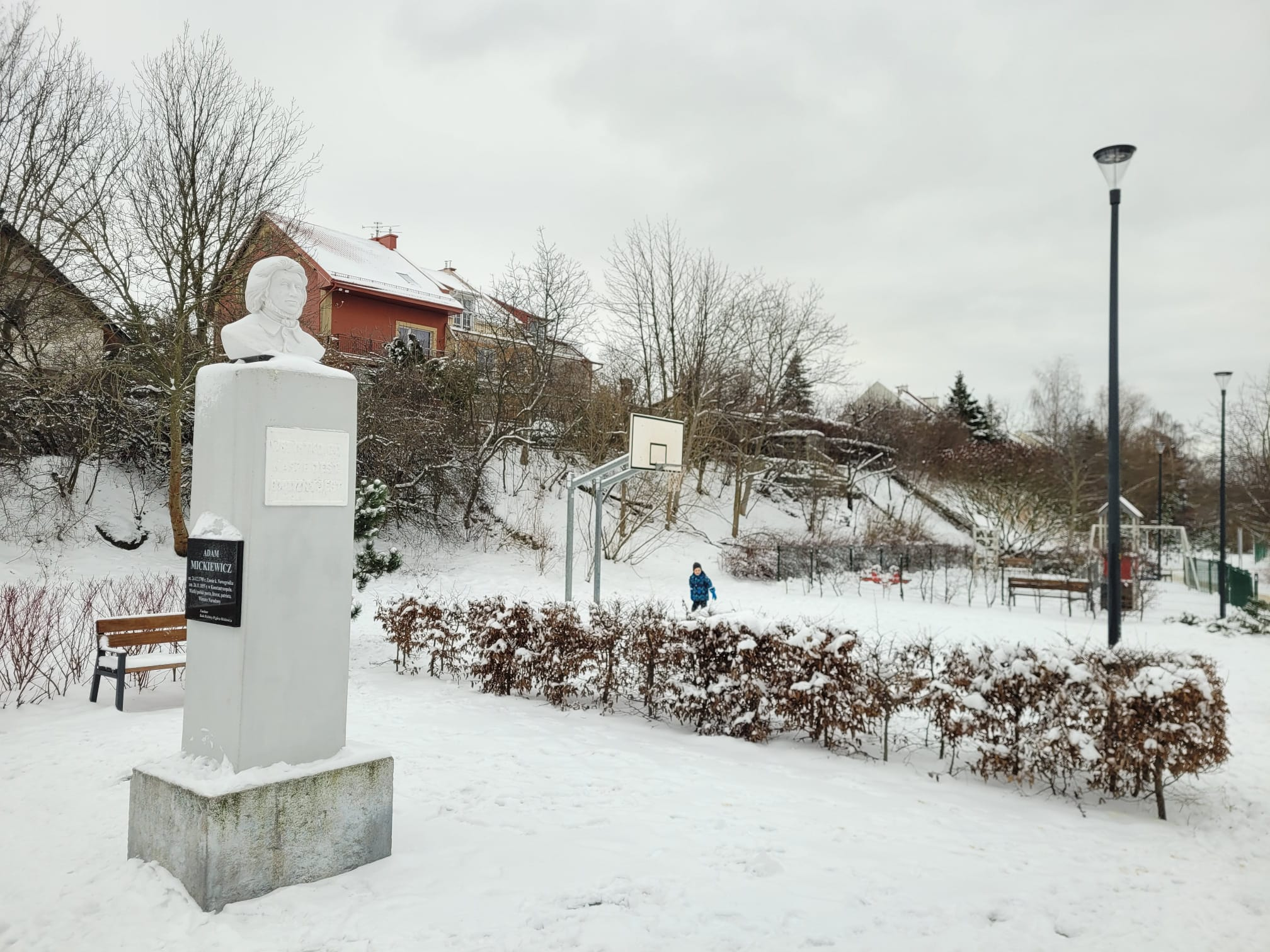
Odnowiony z inicjatywy mieszkańców pomnik Adama Mickiewicza i boiska sportowe na stoku Wzgórza Mickiewicza

Wzgórze Mickiewicza (kaszub. Nowé Ùjéscëskò, niem. Neuwonneberg) – dzielnica administracyjna Gdańska położona w środkowo-zachodniej części miasta.

## Charakterystyka
Dzielnica od północy, wschodu i zachodu graniczy z Siedlcami, a od południa poprzez trasę W-Z z Chełmem. 
Wzgórze Mickiewicza, zwane również osiedlem Pana Tadeusza, to duży kompleks domków jednorodzinnych. Od zachodu przylega do największej gdańskiej nekropolii – Cmentarza Łostowickiego. Ulice mają nazwy zaczerpnięte z utworów Adama Mickiewicza (głównie Pana Tadeusza) oraz postaci z jego życia.
Zabudowa dzielnicy to około 800 domów jednorodzinnych wolno stojących, bliźniaczych lub szeregowych.
Na skraju dzielnicy niedaleko granicy z Siedlcami stoi pomnik Adama Mickiewicza, od którego imienia dzielnica, a wcześniej osiedle wzięło nazwę. Pomnik do 2015 roku był zdewastowany, jednak dzięki środkom okolicznych mieszkańców doszło do jego renowacji. 
Przy ul. Pana Tadeusza 102 rośnie ustanowiony w 2007 roku pomnik przyrody - wiąz szypułkowy o obwodzie 320 cm.

## Historia
Obecnie kompleks około 800 domków jednorodzinnych (wolno stojących, bliźniaczych lub szeregowych), powstałych od początku lat 80. XX wieku. Zabudowę podzielono na 4 zadania: 1. i 2. objęło obszar w sąsiedztwie Siedlec, 3. i 4. – okolice cmentarza i Trasy W-Z. Zajmuje obszar 0,6 km², w 2011 roku osiedle zamieszkiwało 2570 mieszkańców.
Obszar dzisiejszej dzielnicy był pierwotnie północno-schodnią częścią wsi Ujeścisko, głównie były to pola uprawne, sady i ogródki działkowe. W 1935 wyodrębione jako Nowe Ujeścisko (Neuwonneberg) z przeznaczeniem pod zabudowę mieszkalną. Podmiejska w charakterze zabudowa centralnej i północnej części Wzgórza Mickiewicza powstała w latach międzywojennych (widoczna na planach miasta z 1940 roku). 25 marca 1942, wraz z również rozbudowywanym Ujeściskiem włączony w granice administracyjne Gdańska. Decyzja ta nie została uznana przez powojenne władze polskie, które włączyły Nowe Ujeścisko w obręb miasta dopiero 5 października 1954.  
Po II wojnie światowej większość pierwotnie wytyczonych działek na tym terenie została ponownie podzielona, a przedwojenna zabudowa została w większości przypadków zmodernizowana. 
Pozostała część osiedla powstała od początku lat 80. XX wieku na terenie ogródków działkowych, łąk oraz sadów. Osiedle się rozbudowywało, ograniczone od południa budującą się trasą W-Z, od północy skarpą, która oddziela osiedle od Siedlec, a od zachodu ulicą Łostowicką i terenem cmentarza (ulice Świtezianki, Domejki, Nowogródzka, Filomatów, Filaretów, Maryli, Horeszków, Rusałki, Księdza Robaka, Rejenta, Podkomorzego, Stolnika, Asesora, Dobrzyńskich, Bartka). Od wschodu na zboczu istnieją nadal ogrody działkowe.

## Komunikacja i dojazd
Na teren dzielnicy można wjechać: od wschodu ulicami Malczewskiego i Pobiedzisko, od zachodu skręcając z ulicy Łostowickiej w ulicę Pana Tadeusza lub Wojskiego, od północy skręcając z ulicy Kartuskiej w ulicę Kościelną.
Od strony trasy W-Z nie ma wjazdu do dzielnicy - z dzielnicą Chełm łączą Wzgórze dwie kładki, zbudowane pod koniec lat 90. XX wieku.
Przez dzielnicę przejeżdża autobus linii 195.

## Rada Dzielnicy
Rada (Osiedla) Dzielnicy Wzgórze Mickiewicza powstała w 2000. 15 czerwca 2025 odbył się festyn w 25-lecie jej powstania.

### Kadencja 2024–2029[13][14][15][16]
- Przewodniczący Zarządu Dzielnicy 
  - Krzysztof Knitter
- Przewodnicząca Rady Dzielnicy
  - Aleksandra Matyjas

### Kadencja 2019–2024[17]
- Przewodniczący Zarządu Dzielnicy 
  - Krzysztof Knitter
- Przewodniczący Rady Dzielnicy
  - Zdzisław Wysocki

### Kadencja 2015–2019[18]
- Przewodniczący Zarządu Dzielnicy 
  - Krzysztof Knitter
- Przewodniczący Rady Dzielnicy
  - Marek Kurant

### Kadencja 2011–2015[19][20]
do 1 czerwca 2014 jako Rada Osiedla
- Przewodnicząca Zarządu Dzielnicy 
  - Beata Cybal-Mikołajewska
- Przewodniczący Rady Dzielnicy
  - Zygmunt Juraczko